# Godzilla x Kong: Supernova
Godzilla x Kong: Supernova es una próxima película de monstruos estadounidense dirigida por Grant Sputore y escrita por Dave Callaham. Producida por Legendary Pictures y distribuida por Warner Bros. Pictures, es la secuela de Godzilla x Kong: The New Empire (2024) y la sexta película de la franquicia Monsterverse; sirve como la 39.ª película de la franquicia y la 14.ª de la franquicia King Kong. La película está protagonizada por Sam Neill, Kaitlyn Dever, Dan Stevens, Alycia Debnam-Carey, Jack O'Connell, Delroy Lindo y Matthew Modine.
Tras el éxito de Godzilla x Kong: The New Empire en marzo de 2024, se anunció una secuela en mayo del año siguiente con Callahan encargado de escribir el guion. Sputore fue contratado para dirigir el mes siguiente. La fotografía principal se llevará a cabo en abril de 2025 en Queensland, Australia.
La película está programada para estrenarse en Estados Unidos el 26 de marzo de 2027.

## Reparto
- Kaitlyn Dever
- Dan Stevens como Trampero
- Jack O'Connell
- Delroy Lindo como jefe Monarca [1]
- Matthew Modine como general [2]
- Sam Neill

## Producción

### Desarrollo y preproducción
Antes del anuncio oficial de la secuela, el cineasta Adam Wingard (director de Godzilla vs. Kong y Godzilla x Kong: The New Empire ) expresó su interés en regresar para una tercera película con Godzilla y Kong, pero señaló que «depende del éxito de Godzilla x Kong: The New Empire y de cómo se desarrollen las cosas».  Wingard reiteró que se habían discutido ideas sobre cómo llevar la franquicia hacia adelante y que adoptaría un «enfoque diferente» en la próxima película si lo invitaban a volver a dirigir.   También sugirió que la próxima película podría potencialmente seguir principalmente a Godzilla y explorar su perspectiva de la misma manera que The New Empire siguió a Kong. 
Godzilla x Kong: The New Empire se estrenó el 29 de marzo de 2024 y se convirtió en la película más taquillera de la franquicia Monsterverse, recaudando 571,9 millones de dólares frente a un presupuesto de entre 135 y 150 millones de dólares.   Al comentar sobre el éxito de taquilla de la película, la productora y presidenta de producción mundial de Legendary, Mary Parent, dijo: "Este es sin duda un resultado emocionante. Estamos en una buena posición para continuar el viaje, pero veamos cómo se desarrolla Godzilla x Kong ". 
El 10 de mayo de 2024, Legendary anunció que David Callaham, quien escribió los primeros borradores de Godzilla (2014), escribiría una secuela de Godzilla x Kong: The New Empire.  La semana siguiente, Legendary anunció que Wingard no volvería a dirigir debido a conflictos de programación y compromisos con la próxima película Onslaught, pero expresó interés en que Wingard regresara algún día.  En junio de 2024, Legendary anunció a Grant Sputore (director de I Am Mother ) como el nuevo director y que la película se estrenaría el 26 de marzo de 2027.   El 24 de enero de 2025, Kaitlyn Dever fue la primera actriz elegida para la película.  Un mes después, Jack O'Connell y Delroy Lindo fueron elegidos junto a Dever, mientras que se confirmó el regreso de Dan Stevens.  En marzo, The Hollywood Reporter afirmó que Matthew Modine se había sumado al elenco y se espera que el rodaje de la secuela comience en abril de 2025.

### Rodaje
El 5 de marzo de 2025, The Hollywood Reporter afirmó que se esperaba que la fotografía principal de la secuela comenzara en abril de 2025 en Australia. El 4 de abril, Dever le dijo a Sally Bowrey de Seven News que la filmación de la secuela había comenzado en Queensland. 

## Estreno
La película está programada para estrenarse en Estados Unidos el 26 de marzo de 2027. 